# Metapogonia parvula
Metapogonia parvula är en skalbaggsart som beskrevs av Moser 1917. Metapogonia parvula ingår i släktet Metapogonia och familjen Melolonthidae. Inga underarter finns listade i Catalogue of Life.